# Az Osztrák–Magyar Monarchia vezérkara
A Császári és Királyi Vezérkar vagy az Osztrák–Magyar Monarchia vezérkara (németül: k.u.k. Generalstab) az Osztrák–Magyar Monarchia hadügyminisztériumának része volt. Vezetője a teljes fegyveres erők vezérkarának főnöke (Chef des Generalstabes für die gesamte Bewaffnete Macht) volt, akinek közvetlen bejárása volt a császárhoz.

## Felelősségek
A tervezésért és az előkészületekért a vezérkar felelt, míg az Armeeoberkommando (AOK) volt a hadműveleti főparancsnokság. Valójában, mivel az AOK a császár közvetlen parancsnoksága alatt állt, a vezérkari főnök pedig a főtanácsadója volt, a gyakorlatban az AOK a vezérkari főnök irányítása alatt állt.

## A vezérkari főnökök listája
| #   | Portré | Vezérkari főnök                                             | Hivatal kezdete    | Hivatal vége       | Szolgálati idő  | Ország         |
| --- | ------ | ----------------------------------------------------------- | ------------------ | ------------------ | --------------- | -------------- |
| 1   |        | báró Franz von John altábornagy (1815-1876)                 | 1867. december 20. | 1869.              | 2 év            | Ciszlajtánia   |
| 2   |        | Joseph von Gallina altábornagy (1820-1883)                  | 1869.              | 1874.              | 5 év            | Ciszlajtánia   |
| 3   |        | báró Franz von John táborszernagy (1815-1876)               | 1874.              | 1876. május 25.    | 2 év            | Ciszlajtánia   |
| 4   |        | báró Anton von Schönfeld altábornagy (1827–1898)            | 1876. június 4.    | 1881.              | 5 év            | Ciszlajtánia   |
| 5   |        | gróf Friedrich von Beck-Rzikowsky táborszernagy (1830–1920) | 1881               | 1906. november 18. | 25 év           | Ciszlajtánia   |
| 6   |        | gróf hötzendorfi Conrad Ferenc tábornagy (1852–1925)        | 1906. november 18. | 1911. december 3.  | 5 év            | Ciszlajtánia   |
| 7   |        | Blasius von Schemua gyalogsági tábornok (1856–1920)         | 1911. december 3.  | 1912. december 12. | 1 év és 9 nap   | Ciszlajtánia   |
| (6) |        | gróf hötzendorfi Conrad Ferenc tábornagy (1852–1925)        | 1912. december 12. | 1917. március 1.   | 4 év és 79 nap  | Ciszlajtánia   |
| 8   |        | báró straussenburgi Arz Artúr vezérezredes (1857–1935)      | 1917. március 1.   | 1918. november 3.  | 1 év és 247 nap | Transzlajtánia |

## Fordítás
Ez a szócikk részben vagy egészben  az   Austro-Hungarian General Staff című angol Wikipédia-szócikk ezen változatának fordításán alapul.  Az eredeti cikk szerkesztőit annak laptörténete sorolja fel. Ez a jelzés csupán a megfogalmazás eredetét és a szerzői jogokat jelzi, nem szolgál a cikkben szereplő információk forrásmegjelöléseként.